# Tschajkyne (Nowhorod-Siwerskyj)
Tschajkyne (ukrainisch Чайкине; russisch Чайкино Tschaikino) ist ein Dorf im Norden der Ukraine mit etwa 300 Einwohnern (2004).
Das 1750 gegründete Dorf liegt im Norden des Rajon Nowhorod-Siwerskyj in der Oblast Tschernihiw. Die Ortschaft liegt 35 km nordwestlich vom Rajonzentrum Nowhorod-Siwerskyj und etwa 200 km nordöstlich der Oblasthauptstadt Tschernihiw.
Am 12. Juni 2020 wurde das Dorf ein Teil der neugegründeten Stadtgemeinde Nowhorod-Siwerskyj, bis dahin bildete es zusammen mit den Dörfern Arschuky (Аршуки), Jasne (Ясне), Karabany (Карабани) und Poljuschkyne (Полюшкине) die gleichnamige Landratsgemeinde Tschajkyne (Чайкинська сільська рада/Tschajkynska silska rada) im Nordwesten des Rajons Nowhorod-Siwerskyj.

## Persönlichkeiten
Im Dorf kam 1936 der ehemalige Ministerpräsident und  Präsident der Ukraine Leonid Kutschma zur Welt.